# Karl-Heinz Mülhausen
Karl-Heinz Mülhausen (* 18. Juni 1937 in Mönchengladbach; † 17. Februar 2023 in Hannover) war ein deutscher Fußballspieler und -trainer. Für Borussia Mönchengladbach absolvierte er in der damals erstklassigen Fußball-Oberliga West von 1956 bis 1963 129 Ligaspiele und erzielte dabei zumeist als Halbstürmer im WM-System 37 Tore. Er gehörte der Gladbacher Mannschaft an, die 1960 den DFB-Pokal gewann.

## Laufbahn

### Mönchengladbach, bis 1964
Karl-Heinz „Kaschi“ Mülhausen debütierte im Mai 1957 in den letzten zwei Spielen der Saison 1956/57 in der Oberligamannschaft von Borussia Mönchengladbach. An seinem 20. Geburtstag gelang dem Nachwuchstalent ein Tor zum 3:3-Heimremis gegen Westfalia Herne. Die Bökelbergelf hatte aber eine denkwürdig schlechte Runde gespielt und war mit 10:50 Punkten und 39:112 Toren in die 2. Liga West abgestiegen. Zur Vizemeisterschaft und der damit verbundenen Rückkehr in die Oberliga steuerte er aber 1957/58 in der II. Division bereits in 19 Spielen drei Tore an der Seite des Torjägers Albert Brülls (29-23) bei.
Die beste Platzierung mit der Mannschaft vom Niederrhein erlebte der Halbstürmer in der Saison 1960/61 mit dem Erreichen des 6. Ranges. In 26 Ligaeinsätzen hatte er für die Mannschaft von Trainer Bernd Oles sechs Tore erzielt. Im Pokal setzten die Borussen aber die eigentlichen Glanzpunkte. Zuerst setzten sie sich im Finale des Westdeutschen Pokals am 24. August 1960 in Düsseldorf gegen den klaren Favoriten 1. FC Köln mit 3:1 Toren durch. Danach folgte am 5. Oktober der 2:0-Erfolg gegen den amtierenden Deutschen Meister Hamburger SV (in Münster) und damit der Einzug in das DFB-Pokalfinale. Beim bis dahin größten Erfolg in der Vereinsgeschichte von Borussia Mönchengladbach, das Endspiel fand am 5. Oktober in Düsseldorf gegen den süddeutschen Oberligisten Karlsruher SC statt, gelang dem auf Halblinks agierenden Mülhausen beim 3:2-Erfolg der Treffer zur 1:0-Führung. Bundestrainer Sepp Herberger honorierte die Leistungen des Gladbacher Mittelfeldspielers und nominierte ihn für die zwei Länderspiele am 20. November in Athen gegen Griechenland beziehungsweise 23. in Sofia gegen Bulgarien. Zum Einsatz kam der Mann vom Pokalsieger dabei aber nicht. Die Oberligaära beendete Mönchengladbach 1962/63 unter dem neuen Trainer Fritz Langner auf dem 11. Rang und Mülhausen hatte von 1956 bis 1963 insgesamt 129 Oberliga- und 19 Zweitligaspiele mit insgesamt 40 Toren für die Borussen absolviert. Die Elf vom Niederrhein wurde mangels sportlicher Qualifikation nicht für die Fußball-Bundesliga nominiert und deshalb war Mülhausen mit seiner Mannschaft 1963/64 im Debütjahr in der damals zweitklassigen Fußball-Regionalliga West aktiv.
Trotz der Talente Horst-Dieter Höttges, Herbert Laumen und Günter Netzer sowie der Leistungsträger Manfred Orzessek, Heinz Crawatzo, Albert Jansen, Ulrich Kohn, Heinz Lowin und Egon Milder kam Trainer Langner mit der Borussia nicht über den achten Rang – in 32 Ligaspielen hatte Mülhausen zehn Tore erzielt – in der Saison 1963/64 hinaus. Meister Alemannia Aachen hatte beachtliche 18 Punkte Vorsprung vor BMG. Die Aussicht auf den Aufstieg in die Erstklassigkeit der Bundesliga schien sich mit seinem Heimatverein nicht so schnell verwirklichen zu lassen. Mülhausen nahm deshalb zur Saison 1964/65 das Angebot des Bundesligaaufsteigers Hannover 96 an und wechselte zu den „Roten“ nach Niedersachsen.

### Bundesliga, 1964 bis 1967
Trainer Helmut Kronsbein vertraute beim Start in die Bundesliga überwiegend dem Personal, welches den Aufstieg geschafft hatte. Der Mann aus Gladbach machte somit am 14. April 1965, beim 4:0-Heimerfolg gegen den 1. FC Kaiserslautern, mit seinen drei Treffern, erstmals nachdrücklich auf sich aufmerksam. Zwei Wochen später, am 30. April, fiel seine Rolle dagegen negativ aus. Beim 1:1-Heimremis gegen Borussia Neunkirchen kassierte er als erster 96er in der Bundesliga einen Platzverweis. Für den ausgezeichneten fünften Tabellenrang des Bundesliganeulings hatte Mülhausen in 19 Spielen sieben Tore an der Seite seiner Offensivkollegen Jürgen Bandura, Werner Gräber, Fred Heiser, Udo Nix und Torjäger Walter Rodekamp erzielt. Im ersten Trainerjahr von Horst Buhtz in Hannover, 1966/67, gehörte Mülhausen mit 26 Einsätzen und einem Tor nochmals zusammen mit Horst Podlasly, Stefan Bena, Otto Laszig, Christian Breuer, Hans Siemensmeyer, Hermann Straschitz, Jürgen Bandura, Werner Gräber, Kaj Poulsen und Walter Rodekamp der Stammelf der „Roten“ an. Als nach den spektakulären Neuzugängen in Person von Jupp Heynckes und Josip Skoblar in der Runde 1967/68 der vermeintliche Meisterschaftsanwärter am 10. Februar 1968 beim Tabellenvorletzten Borussia Neunkirchen mit 1:3 Toren verloren hatte und damit mit 23:21 Punkten auf dem 7. Platz rangierte, wurde Trainer Buhtz entlassen und Ex-Profi „Kaschi“ Mülhausen übernahm für den Rest der Saison das Training. Nach insgesamt 65 Bundesligaspielen mit 13 Toren von 1964 bis 1967 war damit die Spielerkarriere von Mülhausen beendet.

### Trainer
In den Runden 1968/69 und 1969/70 war er bei 96 Assistent des Cheftrainers und zeitweise Interimstrainer. Im Jahr 1970 durchlief er erfolgreich den letzten von Hennes Weisweiler geleiteten Kurs der Fußball-Lehrer an der Sporthochschule in Köln. Von 1970 bis 1972 übernahm er das Traineramt bei Göttingen 05 in der Regionalliga Nord. In den letzten zwei Runden der alten zweitklassigen Regionalliga war er Trainer beim FC St. Pauli und führte die Elf vom Millerntor 1973 zur Meisterschaft und 1974 zur Vizemeisterschaft. Der Aufstieg in die Bundesliga glückte dagegen nicht. Mit Einführung der 2. Fußball-Bundesliga übernahm der bei der Lindener Volksbank angestellte Bankkaufmann das Traineramt beim nunmehr drittklassigen Nord-Oberligisten OSV Hannover. Er führte die Rot-Weißen aus dem Nordosten der niedersächsischen Landeshauptstadt 1979 in die 2. Bundesliga. Im März 1982 wurde er als OSV-Trainer (mittlerweile wieder in der Oberliga) abgelöst.